# Laguna la Culebra
La laguna la Culebra est un lac situé en Colombie, dans le sud du département de Caquetá, à la limite du département de Putumayo.

## Géographie
La laguna la Culebra est située dans la municipalité de Solano, près de la confluence du río Caguán avec le río Caquetá. Elle s'étend sur 5,5 km2. 
De forme incurvée, la laguna la Culebra est un bras mort de l'un des deux fleuves sus-cités.